# Nguyễn Phúc Ngọc Xuyến
Bài này viết về công chúa con vua Gia Long, về công nữ có cùng tên gọi, xem Nguyễn Phúc Khoát.
Nguyễn Phúc Ngọc Xuyến (chữ Hán: 阮福玉玔; 20 tháng 10 năm 1792 – 1851), phong hiệu Bảo Thuận Công chúa (保順公主), là một công chúa con vua Gia Long nhà Nguyễn trong lịch sử Việt Nam.

## Tiểu sử
Hoàng nữ Ngọc Xuyến sinh ngày 5 tháng 9 (âm lịch) năm Nhâm Tý (1792), là con gái thứ năm của vua Gia Long, mẹ là Chiêu dung Phạm Thị Lộc. Bà Ngọc Xuyến là em cùng mẹ với Bình Thái Công chúa Ngọc Châu.
Năm Gia Long thứ 17 (1818), tháng 3 (âm lịch), công chúa Ngọc Xuyến lấy chồng là Kiêu kỵ Đô úy Nguyễn Huỳnh Toán, sinh năm Quý Sửu (1793), là con trai cả của Kiến Xương Quận công Nguyễn Huỳnh Đức. Tuy nhiên, sống với nhau mới được 1 tháng thì phò mã Toán qua đời, hai người không có con. Quan bộ Lễ theo ý của vua tâu rằng: "Lời sớ sách Nghi lễ có nói: "Con gái thiên tử gả cho chư hầu để tang chồng thì mặc áo sổ gấu". Đấy là đã thành vợ chồng, lễ chính như thế. Thiên Tăng tử vấn ở Kinh Lễ có nói: "Đã định ngày cưới rồi mà rể chết, thì người con gái mặc áo sổ gấu đến viếng, chôn xong thì trừ phục". Đó là chưa thành vợ chồng, lễ biến như thế. Lại xét thiên Tăng tử vấn có nói: "Con gái chưa kiến miếu, chưa thành vợ". Nay công chúa vì nghĩa mà để tang Nguyễn Hoàng Toán, nếu mặc áo sổ gấu đến viếng rồi chôn xong mới trừ phục thì nhẹ quá; nếu mặc áo sổ gấu cho hết tang thì nặng quá. Có lẽ nên mặc áo sổ gấu đến chịu tang, đợi chôn xong thì trừ phục, ngõ hầu hợp tình, hợp lễ". Vua chuẩn theo lời tâu ấy.
Sau khi mãn tang chồng, công chúa Ngọc Xuyến cải giá lấy Vệ úy Trương Văn Minh nhưng rồi phò mã Minh cũng mất trước.
Tháng 8 (âm lịch) năm thứ Minh Mạng thứ 16 (1835), vua thấy hai bà Trưởng công chúa (chị em của vua) là Ngọc Châu và Ngọc Xuyến đều goá chồng, không con nên chuẩn cho nhận con riêng của chồng là Nguyễn Văn Doãn làm con kế tự Ngọc Châu, còn Trương Văn Giám làm con kế tự Ngọc Xuyến. Vua cho cả hai được ấm thụ chức Hiệu uý Cẩm y vệ, ở nhà phụng dưỡng hai bà và miễn đi ứng trực (túc trực hầu vua).
Năm Minh Mạng thứ 21 (1840), vua sách phong cho bà Ngọc Xuyến làm Bảo Thuận Trưởng công chúa (保順長公主), lấy tên tổng của thái ấp đặt làm phong hiệu.
Năm Thiệu Trị thứ nhất (1841), vua miễn cho các Thái trưởng công chúa (cô của vua) là các bà Ngọc Châu, Ngọc Quỳnh, Ngọc Anh và Ngọc Xuyến không phải quỳ lạy ở nội đình. Vua dụ rằng: "Các Thái trưởng công chúa đều là người họ rất thân của nhà vua, tuổi ngày một nhiều, theo lẽ, phải nên hậu đãi. Nếu cứ câu nệ vào lễ thường, động việc gì cũng quỳ lạy, ta thấy không được yên lòng. Vả lại, thánh nhân đặt lễ, tất phải lấy nhân tình làm gốc, mà trong chốn gia đình, kính người trên làm trọng. Chuẩn cho từ nay về sau, gặp có việc tiết lễ khánh hạ, và bất thần ban cho thức gì, thì các Thái trưởng công chúa đều miễn cho không phải làm lễ 3 lần quỳ, 6 lần vái, để tỏ lòng ta rất kính người trên, hậu đãi thân thuộc".
Năm Thiệu Trị thứ 3 (1843), vua đặc cách tăng lương hằng năm cho 4 bà Thái trưởng công chúa trên, mỗi người được thêm 600 quan tiền và 300 phương gạo.
Năm Thiệu Trị thứ 7 (1847), tháng 2 (âm lịch), hai chị em bà Ngọc Châu và Ngọc Xuyến tâu rằng: "Có đền thờ mẹ đẻ ở làng Phù Trạch, phủ Thừa Thiên, xin trích 10 tên dân phu sở tại miễn trừ cho binh đao, để sung vào việc coi giữ đền". Vua bảo bộ Lễ rằng: "Việc xin đây cũng không phải lệ, nhưng vì hai công chúa đều không có con, nên tạm chuẩn y cho lời xin. Sau này không được viện để làm lệ".
Năm Tự Đức thứ 4 (1851), công chúa Ngọc Xuyến mất, thọ 60 tuổi, thụy là Trinh Tuệ (貞慧). Tẩm của bà hiện tọa lạc tại trên đường Hoài Thanh, phường Thủy Xuân, Huế, cách không xa tẩm của công chúa Ngọc Châu.